# Velitel (seriál)
Velitel je československý dramatický televizní seriál z vojenského prostředí vzniklý v produkci Československé televize z roku 1981.

## Synopse
Seriál z vojenského prostředí. Divák sleduje osudy dvou kamarádů, Petra Lipy a Zdeňka Horáka, kteří studují vojenskou vysokou školu. Po závěrečných zkouškách oba vstupují do strany a pracují v armádě. Plní důležité a náročné úkoly. Jejich soukromé životy se odvíjejí od jejich práce. 

## Seznam dílů
- 1. díl – „Začátek cesty“
- 2. díl – „První kroky“
- 3. díl – „Velká zkouška“
- 4. díl – „Velký den“
- 5. díl – „Příliš ostré střelby“
- 6. díl – „Velitel“